# Vaccinium paradisearum
Vaccinium paradisearum är en ljungväxtart som beskrevs av Odoardo Beccari. Vaccinium paradisearum ingår i Blåbärssläktet, och familjen ljungväxter. Inga underarter finns listade i Catalogue of Life.